# Zelandomyia atridorsum
Zelandomyia atridorsum là một loài ruồi trong họ Limoniidae. Chúng phân bố ở miền Australasia.